# Sphenophorus abbreviatus
Espèce
Synonymes
- Calandra paludicola Waltl, 1835
- Calandra scotina Germar, 1824
- Curculio abbreviatus Fabricius, 1787 nec Linnaeus, 1758
- Curculio brachypterus Olivier, 1790
- Curculio decurtatus Gmelin, 1790
- Curculio elegans Fourcroy, 1785
- Curculio porculus Fabricius, 1798
- Sphenophorus denominatus Chevrolat, 1885
- Sphenophorus inaequalis Allard, 1870
- Sphenophorus ragusae Stierlin, 1882

Sphenophorus abbreviatus est une espèce de coléoptères de la famille des Dryophthoridae, de la sous-famille des Rhynchophorinae et de la tribu des Rhynchophorini.
Il s'agit de l'espèce type de son genre. Elle est trouvée en Europe.